# Malwelwe
Malwelwe är en ort (village) i distriktet Kweneng i södra Botswana. 